# Rivestimento per rotazione
Il rivestimento per rotazione (in inglese Spin Coating), è una procedura utilizzata per applicare un film sottile e uniforme ad un substrato solido piano. In breve, una quantità in eccesso di una soluzione molto diluita della specie che si vuole depositare (ad esempio, un polimero) viene depositata sul substrato, che è successivamente messo in rapida rotazione tramite un apposito rivestitore rotante (brevemente rotore), al fine di spargere il fluido sul substrato per effetto della forza centrifuga. I solventi utilizzati sono di solito molto volatili (clorobenzene, ecc.), dunque il film si assottiglia durante il processo anche per effetto dell'evaporazione del solvente. La rotazione viene fermata non appena si raggiunge lo spessore desiderato, che può andare al di sotto dei 10 nm.

## Applicazioni
- Deposizione di photoresist per litografia in micro- e nano-elettronica
- Deposizione di film polimerici isolanti in microelettronica
- Deposizione di film polimerici semiconduttori (nei semiconduttori organici)
- Rivestimento di dischi magnetici
- Rivestimento di schermi televisivi piatti
- Trattamenti anti-riflesso
- CD, DVD, CD-ROM, ecc.

## Schematizzazione del processo
Il processo dello spin coating è generalmente suddiviso in letteratura in quattro fasi principali.
- Deposizione della soluzione sul substrato

Ciò può essere fatto usando una pipetta che depositi poche gocce della soluzione o spruzzandola sulla superficie del substrato. Solitamente si deposita un eccesso di soluzione, rispetto alla quantità effettivamente richiesta (questo a causa del fatto che una parte di soluzione viene proiettata fuori dal disco).
Il substrato viene ancorato al disco rotante dello spin coater, si abbassa la pressione tramite una piccola pompa da vuoto e il tutto viene successivamente coperto per evitare dispersioni di soluzione nell'ambiente.
- Accelerazione del substrato fino alla velocità di rotazione scelta

Questa fase è caratterizzata dall'espulsione del liquido in eccesso (circa il 90% nel 1º secondo), dalla formazione di vortici a spirale (alto numero di Reynolds) e da un'alta velocità di taglio.
- Rotazione del substrato a velocità costante

Lo strato di soluzione si assottiglia gradualmente per effetto della forza centrifuga, cui si oppongono le forze di tipo viscoso. Il moto del fluido sul substrato è ora di tipo laminare (basso numero di Reynolds), con un basso tasso di scorrimento. La conduzione termica all'interno del fluido avviene prevalentemente per convezione (alto numero di Péclet).
- Rotazione del substrato a velocità costante ed evaporazione

A questo punto, le forze di tipo viscoso aumentano rapidamente per effetto della graduale evaporazione del solvente, finché non controbilanciano la forza centrifuga e l'assottigliamento del film termina. La conduzione termica nel fluido avviene prevalentemente per conduzione (basso numero di Peclet).
Alla fine del processo, resta circa il 10% di solvente, che viene rimosso tramite una successiva fase di ricottura, un trattamento termico ad alta temperatura che permette di addensare il materiale rendendolo più compatto.